# Monodelphis unistriata
Monodelphis unistriata là một loài động vật có vú trong họ Didelphidae, bộ Didelphimorphia. Loài này được Wagner mô tả năm 1842.